# ديريك روي
ديريك روي (بالإنجليزية: Derek Roy)‏ (و. 1983  م) هو لاعب هوكي الجليد، من كندا، ولد في أوتاوا، مركز لعبه هو مركز ‏.

## روابط خارجية
- ديريك روي على موقع دوري الهوكي الوطني (الإنجليزية)
- ديريك روي على موقع قاعة مشاهير الهوكي (لاعب أن.إتش.أل) (الإنجليزية)
- ديريك روي على موقع دوري الهوكي للقارات (الإنجليزية)
- ديريك روي على موقع EliteProspects.com (الإنجليزية)
- ديريك روي على موقع Eurohockey.com (الإنجليزية)
- ديريك روي على موقع HockeyDB.com (الإنجليزية)
- ديريك روي على موقع Hockey-Reference.com (الإنجليزية)
- ديريك روي على موقع أوليمبيديا (الإنجليزية)
- ديريك روي على موقع اللجنة الأولمبية الكندية (الإنجليزية)